# Tephroseris turczaninovii
Tephroseris turczaninovii là một loài thực vật có hoa trong họ Cúc. Loài này được (DC.) Holub miêu tả khoa học đầu tiên năm 1973.